# لودویکوویتسه
لودویکوویتسه (به چکی: Ludvíkovice) یک منطقهٔ مسکونی در جمهوری چک است که در ناحیه دیتشین واقع شده‌است. لودویکوویتسه ۹٫۴۸ کیلومتر مربع مساحت و ۸۹۸ نفر جمعیت دارد.